# Partit d'Unió Republicana Autonomista
Partit d'Unió Republicana Autonomista (PURA) fou un partit polític valencià format el 1908 d'una escissió d'Unió Republicana, a causa de les diferències entre Vicente Blasco Ibáñez i Nicolás Salmerón primer, i Alejandro Lerroux i Félix Azzati posteriorment. En el moment de la fundació, Blasco tenia un paper honorífic, ja que es trobava retirat de la política. El seu àmbit d'actuació era la província de València, amb grups homologables a la resta del territori valencià que no s'hi integraren al PURA per por a perdre esferes de poder. Un exemple fou el Partit Republicà Autònom de la Província de Castelló, fundat a principis de la dècada del 1930 pels republicans radicals, amb Fernando Gasset Lacasaña al capdavant, i amb el mateix estil populista.
Els caps del partit foren Adolf Beltran i Ibáñez, Joan Barral i Pastor i Fèlix Azzati i Descalci. A les eleccions generals espanyoles de 1914 adoptà novament el nom d'Unió Republicana, i entre el 1920 i la Dictadura de Miguel Primo de Rivera tornà a utilitzar el de PURA.
La seua ideologia es basava en el blasquisme i s'anomenava autonomista per a diferenciar-se orgànicament del Partit Republicà Radical d'Alejandro Lerroux. En el seu programa pretenia l'establiment d'una república espanyola democràtica, la separació de l'Església i l'Estat, la independència judicial, la creació de tribunals de comerç i l'autonomia provincial i regional. S'oposaven als sectors escindits dels blasquisme, com els sorianistes, qui donaven suport a la Solidaritat Catalana i amb tingueren enfrontaments armats. En l'etapa liderada per Azzati, van oposar-se a les associacions valencianistes alineats amb el carlisme i el sorianisme. A finals de la dècada del 1910, el partit es fa més permeable al valencianisme, amb l'alcalde Faustí Valentín demanant l'ensenyament del valencià, fins que Azzati provocà la seua dimissió.
Durant la Segona República Espanyola, adoptà un programa a la dreta del republicanisme i es vinculà novament al Partit Republicà Radical, amb el qual formà coalició electoral en 1933, i després de formar part del govern d'Alejandro Lerroux en coalició amb la CEDA va patir l'escissió d'Esquerra Valenciana i part dels seus quadres van passar a l'escissió del Partit Radical Unió Republicana. En aquell moment estaven dirigits per Sigfrid Blasco-Ibáñez, i el partit participà en el govern municipal de València, però el seu declivi es precipità amb l'escàndol de l'estraperlo (1934-1935). Un sector ingressà a la nova Unió Republicana de Diego Martínez Barrio, mentre que el valencianista fundà Esquerra Valenciana. La combinació de factors provocà que patira una forta davallada electoral a les eleccions generals espanyoles de 1936. Durant la Guerra Civil Espanyola el partit queda en descomposició, passant molts membres a Esquerra Valenciana, que arribaria fins als 10.000 militants.

## Resultats electorals

### Congrés dels diputats

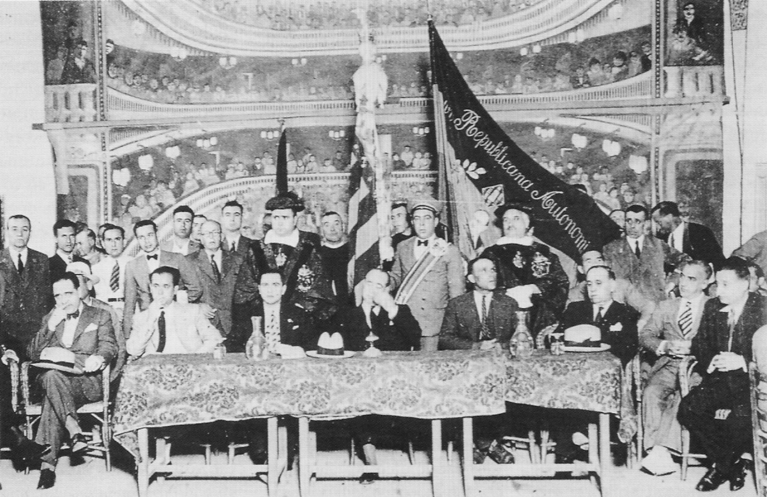
Acte del PURA a Sueca l'any 1933, reclamant un Estatut d'Autonomia per al País Valencià. Darrere dels assistents, la bandera del partit i la senyera.

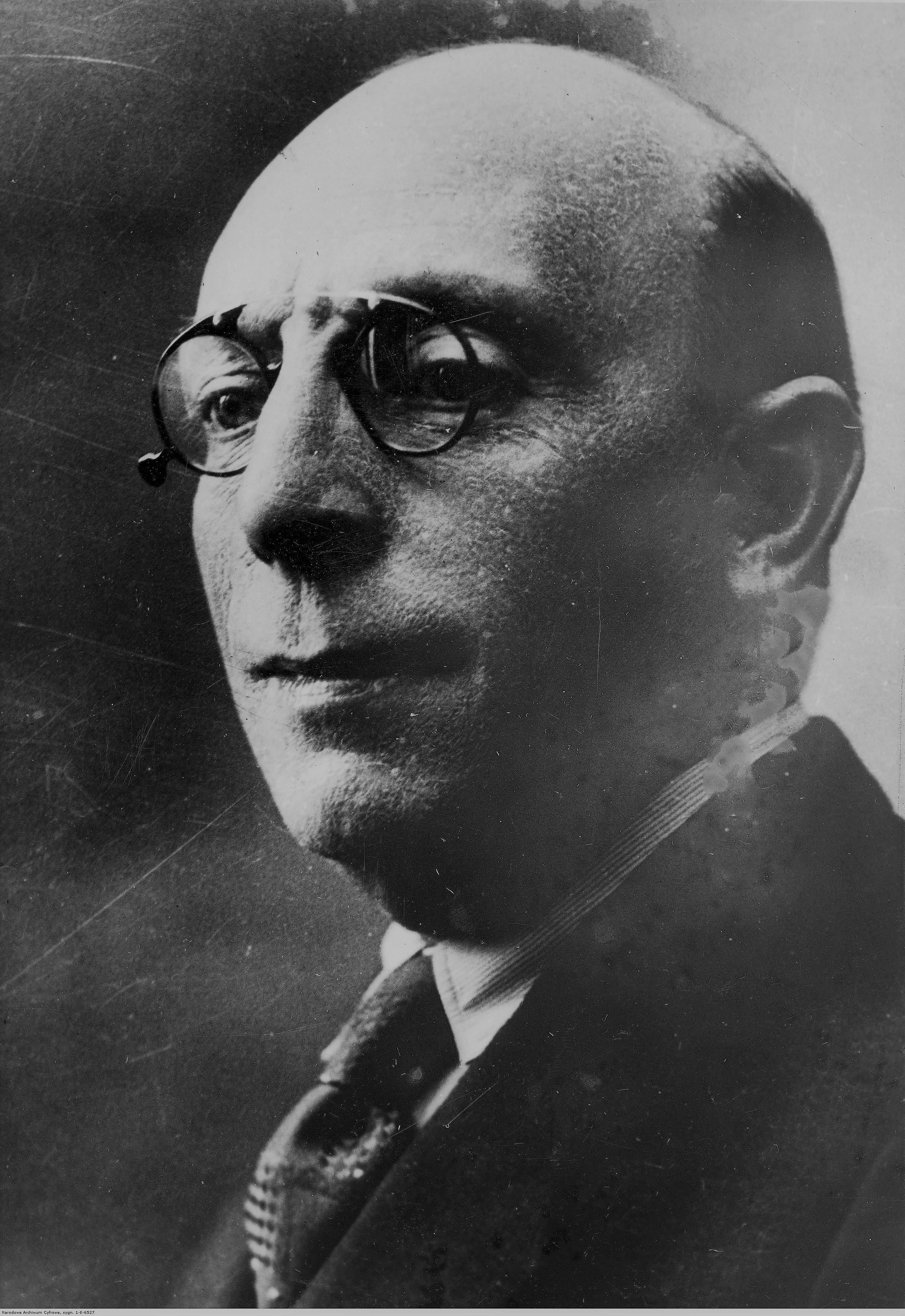
Ricard Samper, dirigent del PURA. Va ser regidor a l'Ajuntament de València entre 1911 i 1920, diputat provincial, alcalde de València entre 1920 i 1921, ministre durant la Segona República i breument President del Govern espanyol en 1934.

| Any eleccions | Vots | % vots | Diputats | +/- | Candidat                |
| ------------- | ---- | ------ | -------- | --- | ----------------------- |
| 1910          | ???  | ???    | 2 / 404  | Nou | Fèlix Azzati i Descalci |
| 1914          | ???  | ???    | 1 / 408  | 1   | Félix Azzati Descalci   |
| 1916          | ???  | ???    | 1 / 409  | =   | Félix Azzati Descalci   |
| 1918          | ???  | ???    | 1 / 409  | =   | Félix Azzati Descalci   |
| 1919          | ???  | ???    | 1 / 409  | =   | Félix Azzati Descalci   |
| 1920          | ???  | ???    | 2 / 409  | 1   | Félix Azzati Descalci   |
| 1923          | ???  | ???    | 1 / 409  | 1   | Félix Azzati i Descalci |
| 1931          | ???  | ???    | 14 / 470 | 13  | Ricardo Samper          |
| 1933          | ???  | ???    | 17 / 473 | 3   | Ricardo Samper          |
| 1936          | ???  | ???    | 0 / 470  | 17  | Sigfrido Blasco-Ibáñez  |

### Ajuntament de València
| Any     | Vots   | % vots | Diputats | +/- |
| ------- | ------ | ------ | -------- | --- |
| 1909 I  | 20.559 | 39,81  | 14 / 25  | Nou |
| 1909 II | 19.842 | 39,69  | 9 / 24   | 5   |
| 1911    | 23.065 | 40,06  | 9 / 26   | =   |
| 1913    | 21.026 | 49,96  | 10 / 24  | 1   |
| 1915    | ???    | ???    | 14 / 26  | 3   |
| 1917    | ???    | ???    | 13 / 25  | 1   |
| 1920    | ???    | ???    | 12 / 26  | 1   |
| 1922    | ???    | ???    | 13 / 24  | 1   |
| 1931    | 57.436 | ???    | 17 / 50  | 4   |